# Ti presento Bill
Ti presento Bill (Meet Bill) è un film del 2007 diretto da Bernie Goldmann e Melisa Wallack, al loro esordio, con protagonista Aaron Eckhart.

## Trama
Bill è stufo della sua vita e del suo lavoro. Dopo aver scoperto il tradimento di sua moglie Jess, Bill cambia vita e trova sé stesso grazie all'incontro con un turbolento teenager.

## Cast
Inizialmente Amanda Peet doveva interpretare Jess, ma fu sostituita da Elizabeth Banks. Anche Lindsay Lohan doveva far parte del cast, ma a causa di divergenze creative fu sostituita da Jessica Alba. La Lohan sosteneva che i registi Goldmann e Wallack non fossero abbastanza noti e di qualità.